# Aprionus inaccessibilis
Aprionus inaccessibilis är en tvåvingeart som beskrevs av Fedotova 2004. Aprionus inaccessibilis ingår i släktet Aprionus och familjen gallmyggor. Inga underarter finns listade i Catalogue of Life.